# 'O marenariello
'O marenariello è una famosa canzone napoletana del 1893 musicata da Salvatore Gambardella su testi di Gennaro Ottaviano.

## Descrizione
Esiste una prima versione, con testo di Diodato Del Gaizo, si intitolava 'O mare e ba, ed ebbe riscontri assai modesti.
La leggenda,invece, racconta che nel 1893, presso la bottega da fabbro (dove lavorava) di Piazza del Mercato, Gambardella incontrò il poeta Gennaro Ottaviano entrato per chiedere al titolare della bottega (musicista dilettante) una musica adatta ai versi che aveva scritto. Pare che Gambardella avesse composto su due piedi una melodia ad un tempo gioiosa e malinconica di ispirazione belliniana: 'O marenariello.
La canzone fu presentata al maestro Raimondo Rossi, direttore dell'Orchestra del Teatro Nuovo Politeama e cantata quella sera stessa da Emilia Persico. L'editore musicale Bideri acquistò la canzone per poche lire. Da lì a poco la canzone girò tutto il mondo, riscuotendo un notevole successo.

## Interpretazioni
Tra gli interpreti del brani vi sono:
- Mario Abbate
- Al Bano
- Renzo Arbore e L'Orchestra Italiana
- Gino Bechi
- Andrea Bocelli
- Sergio Bruni
- Patrizio Buanne (con il titolo Vicin`o mare)
- Carlo Buti
- Fausto Cigliano
- Franco Corelli
- Peppino di Capri
- Giuseppe Di Stefano
- Plácido Domingo
- Aurelio Fierro
- Connie Francis (incide il brano metà in napoletano e metà in inglese, dalla versione I have but one heart)
- Anna German
- Dean Martin (in inglese, con il titolo I have but one heart)
- Mia Martini
- Miranda Martino
- Milva
- Mina
- Roberto Murolo
- Nuova Compagnia di Canto Popolare
- Luciano Pavarotti
- Massimo Ranieri
- Giacomo Rondinella
- Giulietta Sacco
- Jozef Schmidt Ollandese Het Vissersmeisje;ragazza pescatrice
- Frank Sinatra, disco Columbia, lato b di “Luna Rossa”
- Mario Trevi
- Gabriele Vanorio
- Claudio Villa